# Камб'я
Ка́мб'я (ест. Kambja alevik) — селище в Естонії, адміністративний центр волості Камб'я повіту Тартумаа.

## Населення
Чисельність населення на 31 грудня 2011 року становила 689 осіб.

## Географія
Через населений пункт проходить автошлях 2 (Таллінн — Тарту — Виру — Лугамаа), естонська частина європейського маршруту E263. Від селища починаються дороги 22135 (Камб'я — Сірваку), 22136 (Камб'я — Ребазе) та 22180 (Нио — Камб'я).

## Пам'ятки

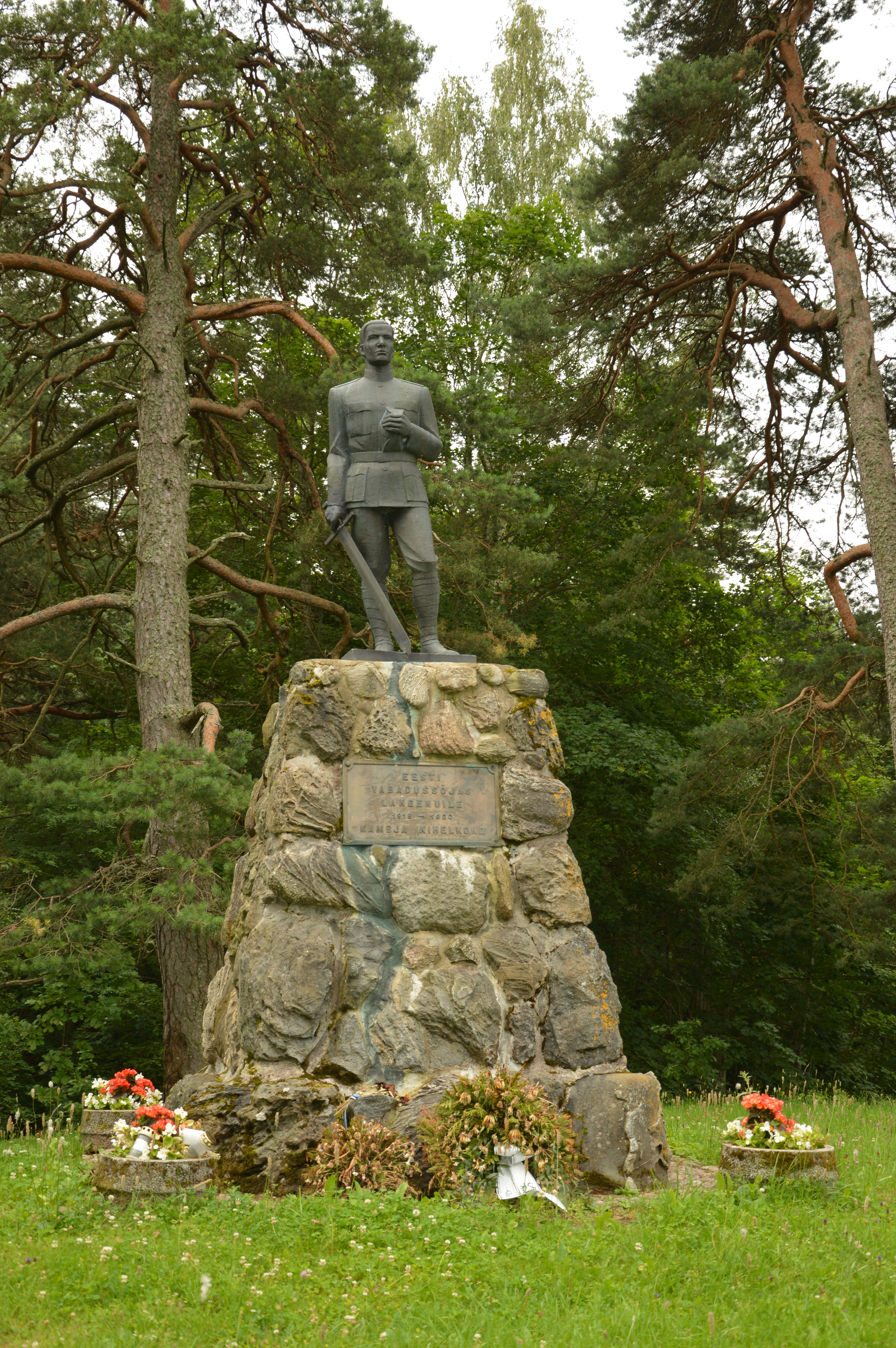
Монумент героям війни за незалежність

- Лютеранська кірха святого Мартіна (Kambja Martini kirik), пам'ятка архітектури 14-19 ст.ст.[2]
- Історичне кладовище (Kambja kalmistu), історична пам'ятка[3]
- Меморіал війни за незалежність (Vabadussõja mälestussammas), історична пам'ятка[4]

## Природа
У центрі селища лежить озеро Камб'я площею 4 га.
На території селища росте стара сосна висотою 11 метрів і в обхваті 3,5 метра.

## Галерея

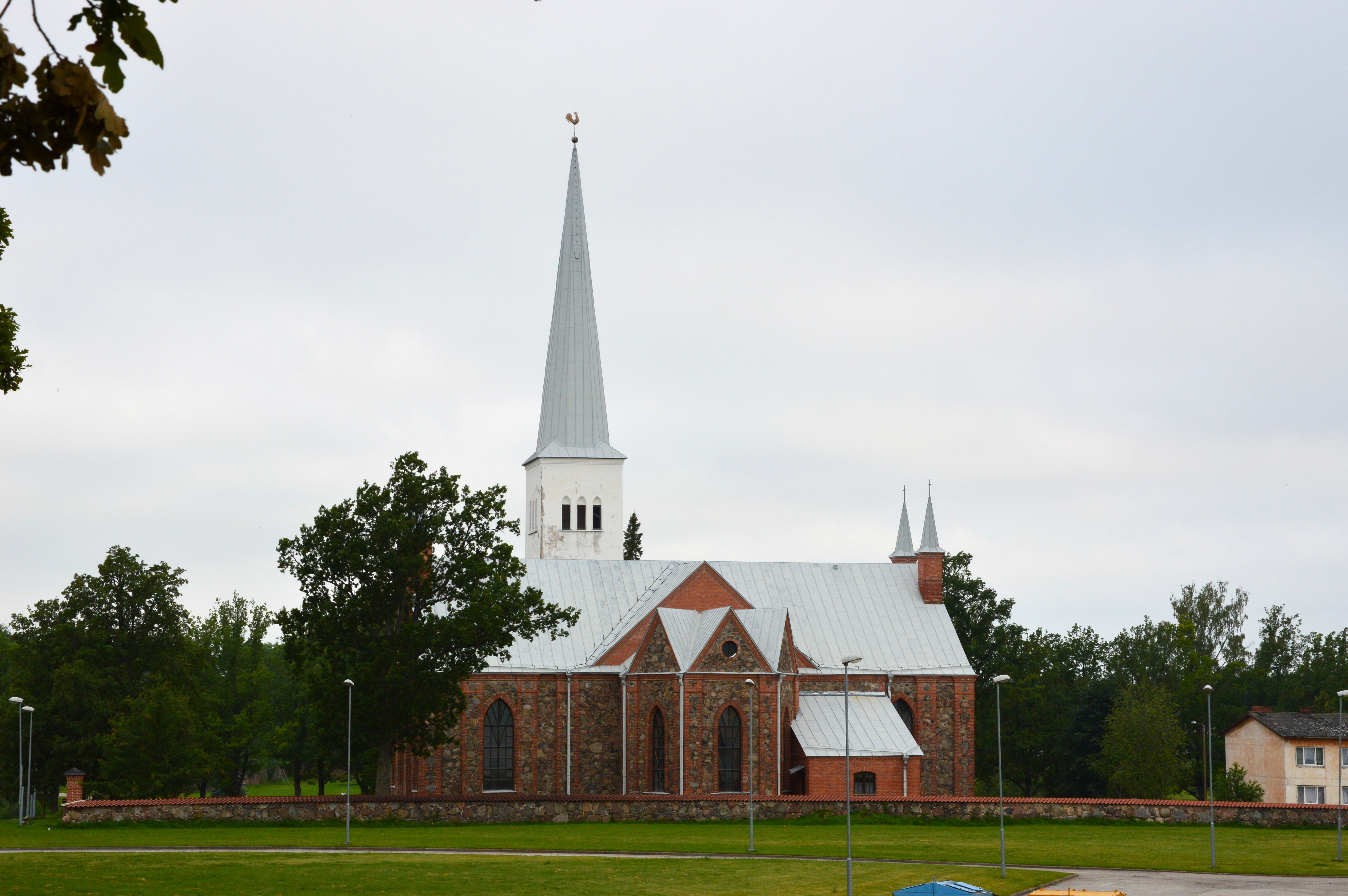
Кірха
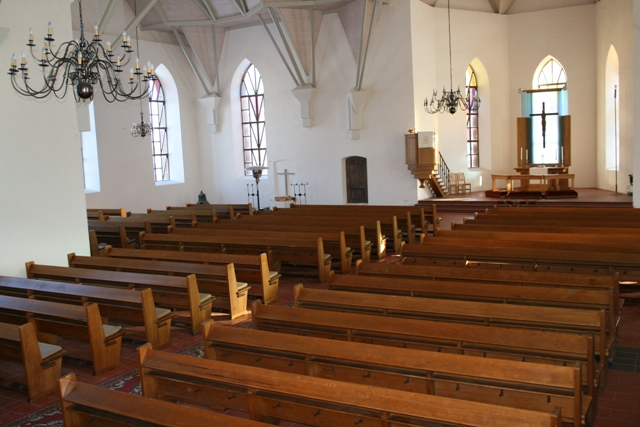
Кірха (внутрішній вигляд у 2009 році)
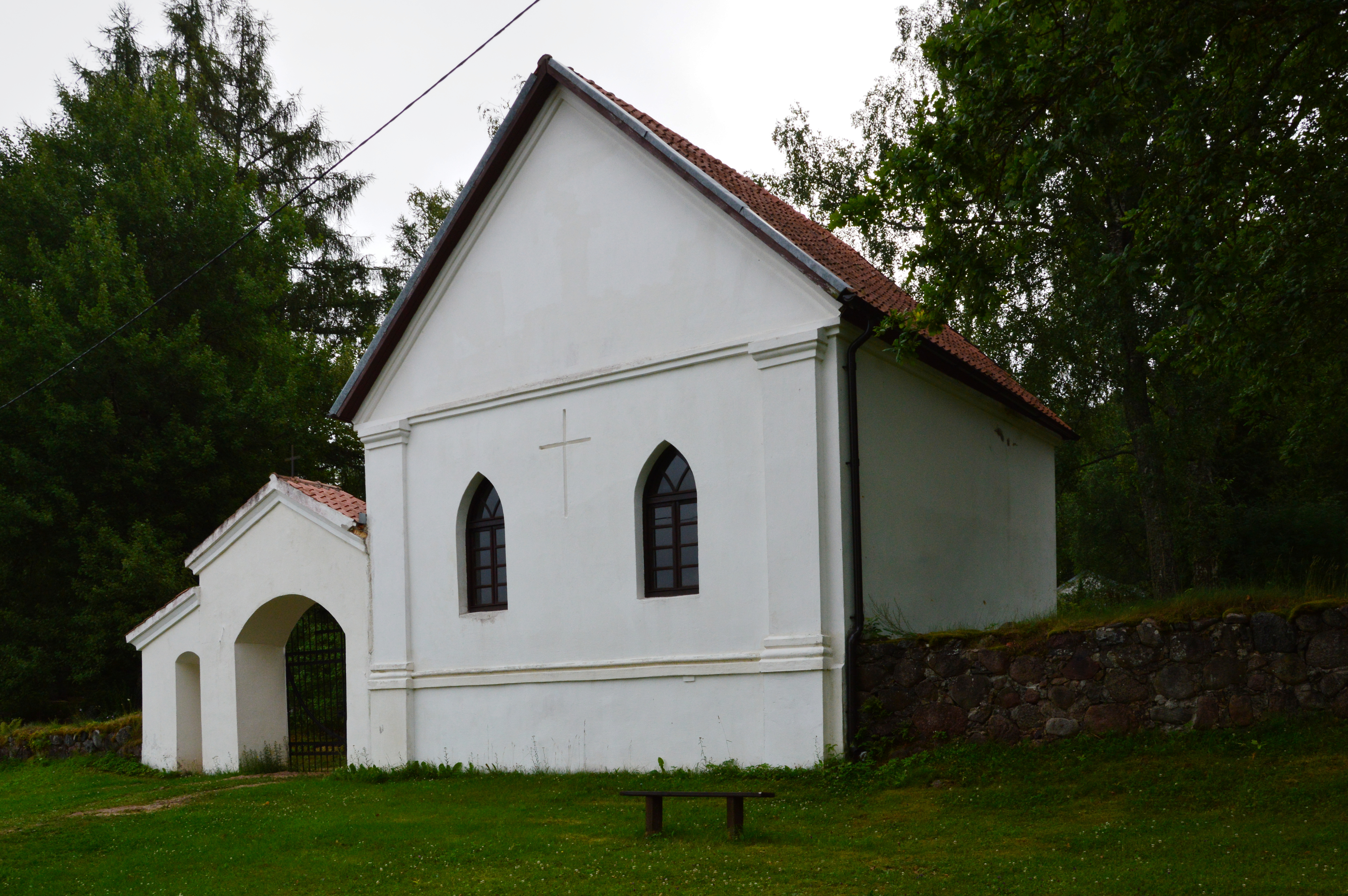
Каплиця на історичному кладовищі
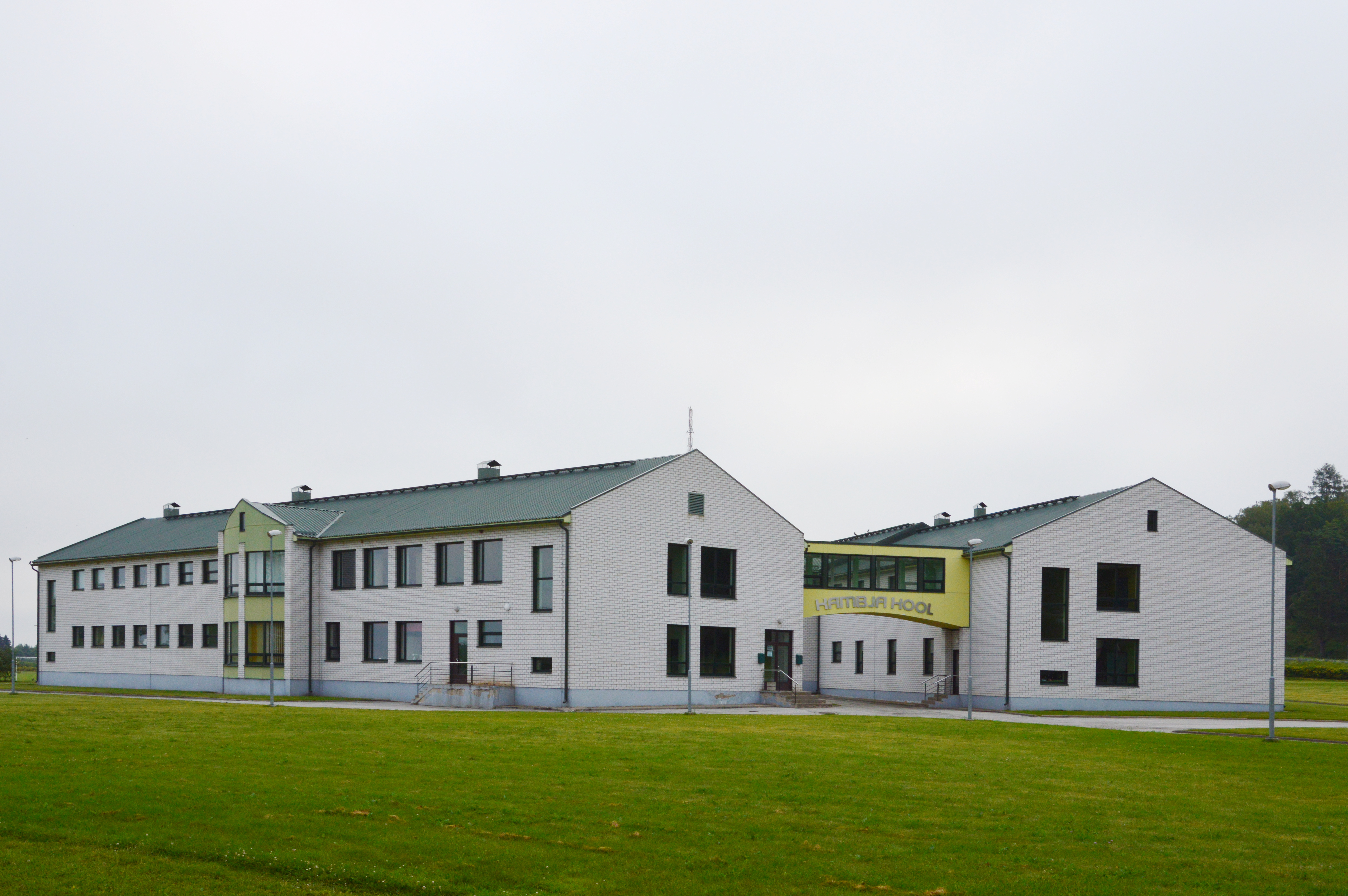
Школа
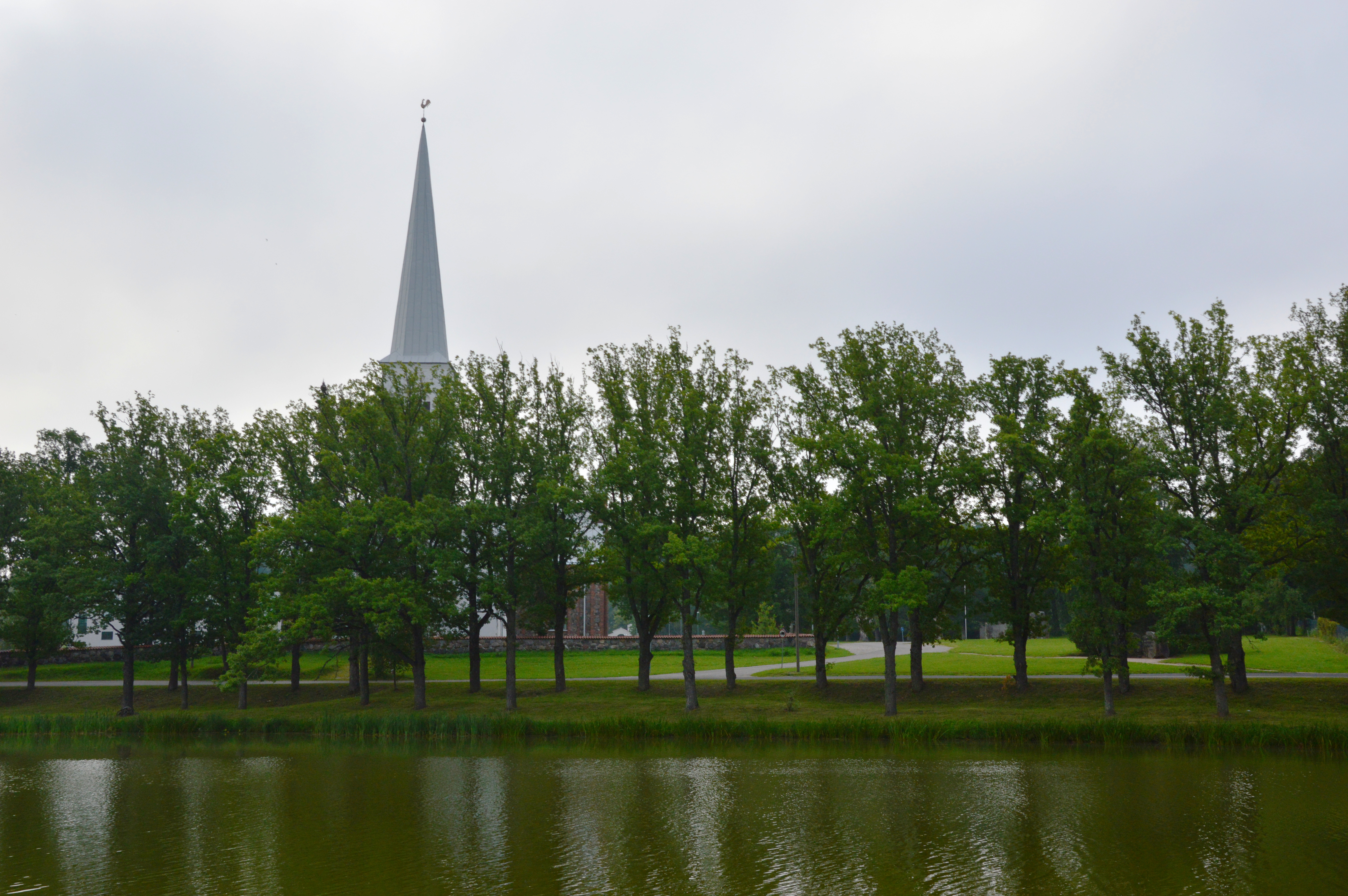
Озеро Камб'я
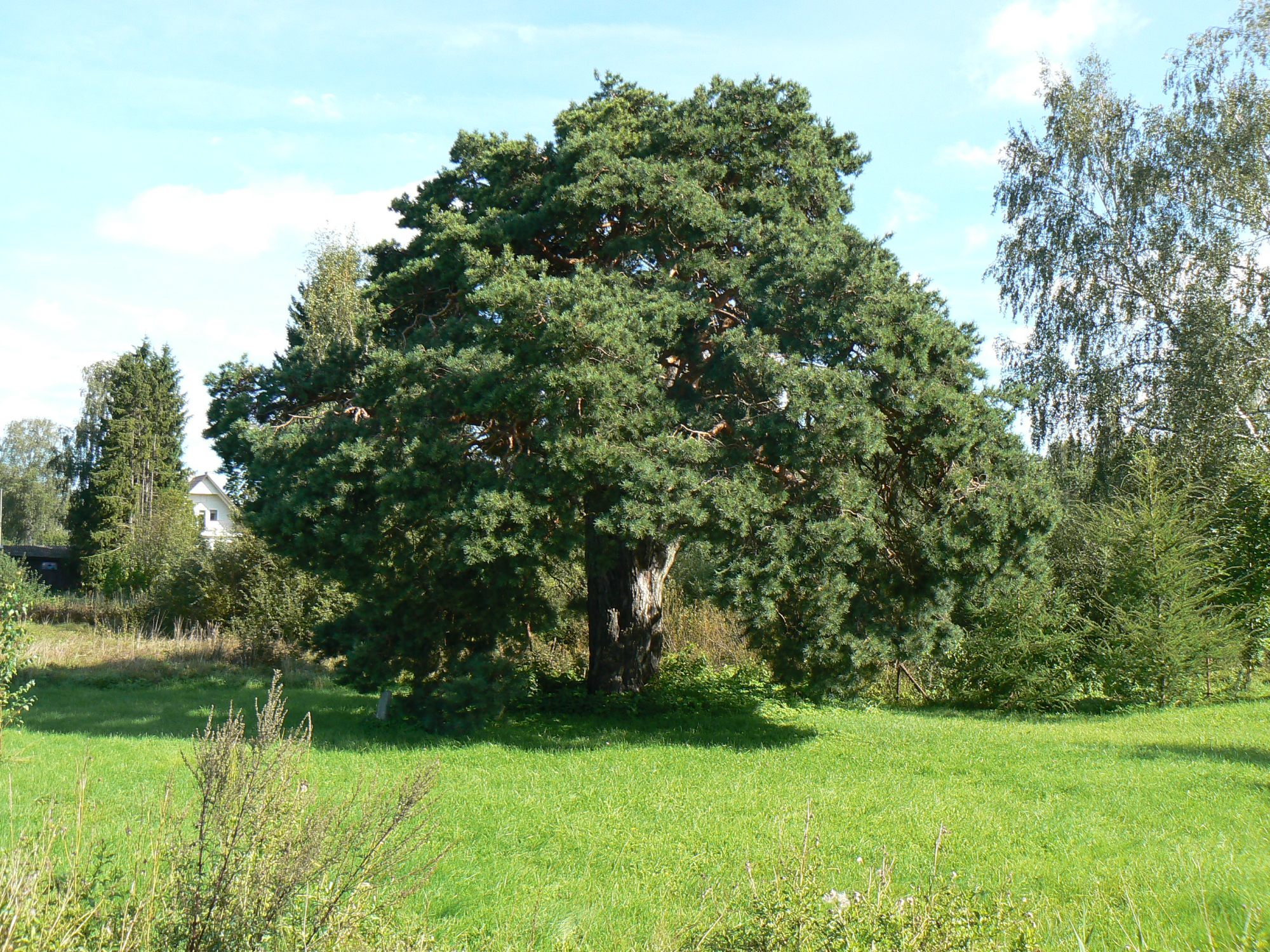
Камб'яська сосна